# Тувшруулех
Тувшруулех (монг.: Түвшрүүлэх) – сомон Архангайського аймаку Монголії. Територія 1,2 тис. км², населення 4,8 тис. чол.. Центр селище Таванбулаг. Знаходиться на відстані 44 км від Цецерлега, 399 км від Улан-Батора. Школа, лікарня, сфера обслуговування, туристичні бази

## Рельєф
На півдні відгалуження хребта Хангаю, решта території пагорби та долини річок.

## Корисні копалини
Багатий біотитом, залізною рудою, будівельною сировиною.

## Клімат
Різкоконтинентальний клімат, середня температура січня -21 градус, дипня +17 градусів, в середньому протягом року випадає 350 мм. опадів.

## Тваринний світ
Водяться вовки, лисиці, зайці, архари, бабаки.

## Межі сомону
Сомон межує з такими сомонами аймаку Архангай: Батценгел, Угийнуур, Хотонт, Ценхер.